# Sorel-en-Vimeu
Sorel-en-Vimeu é uma comuna francesa na região administrativa de Altos da França, no departamento de Somme. Estende-se por uma área de 4,09 km². Em 2010 a comuna tinha 218 habitantes (densidade: 53,3 hab./km²).